# Grimaldi

Fürstliches Wappen der Dynastie Grimaldi von Monaco

Die Familie Grimaldi ist ein weitverzweigtes Adelsgeschlecht, das ursprünglich aus Genua stammt und bis heute existiert. Der bekannteste Zweig eroberte 1297 die Festung Monaco. Die bis heute im Fürstentum Monaco regierende Linie führte den Namen trotz zweifacher weiblicher Erbfolge weiter.

## Geschichte

### Ursprünge
Die Familie Grimaldi gehörte zum Patriziat der Republik Genua und lässt sich auf den Genuesen Otto Canella († ca. 1143) zurückverfolgen, der im Jahr 1133 Konsul von Genua war. Sein jüngster Sohn, Grimaldo Canella († nach 1184) gilt als Namensgeber für die Familie der Grimaldi. Dessen Sohn nannte sich Oberto Grimaldi († ca. 1252) und wird heute als Vater der Grimaldi bezeichnet. Oberto Grimaldi war mit Corradine Spinola verheiratet und hatte vier Kinder. Sein Sohn Grimaldo Grimaldi († nach 1257) war wie seine Vorfahren in Genua politisch aktiv. Zu seinen Kindern zählten Lanfranco Grimaldi († ca. 1293) und Antonio Grimaldi (1200–1259).
Neben den Doria, Fieschi, Negrone und Spinola gehörten die Grimaldi zu den fünf führenden Familien der Republik Genua und stellten zahlreiche Dogen von Genua. Vielfache Beziehungen bestanden auch zu dem alten Adelsgeschlecht der Malaspina, das an der ligurischen Küste und im Hinterland reich begütert war. Während die Doria, Spinola und Negrone den kaisertreuen Ghibellinen anhingen, repräsentierten die Grimaldi und die Fieschi den alten Feudaladel, der auf der Seite der papsttreuen Guelfen stand. Wechselweise paktierten diese Familien mit dem Königreich Frankreich, dem Herzogtum Mailand, dem Königreich Neapel und dem Königreich Aragón. Die Genueser Patrizierfamilien gründeten ihren Reichtum auf den Fernhandel, der sich über das gesamte Mittelmeer bis ins Schwarze Meer erstreckte.

### Vertreibung aus Genua und Eroberung von Monaco

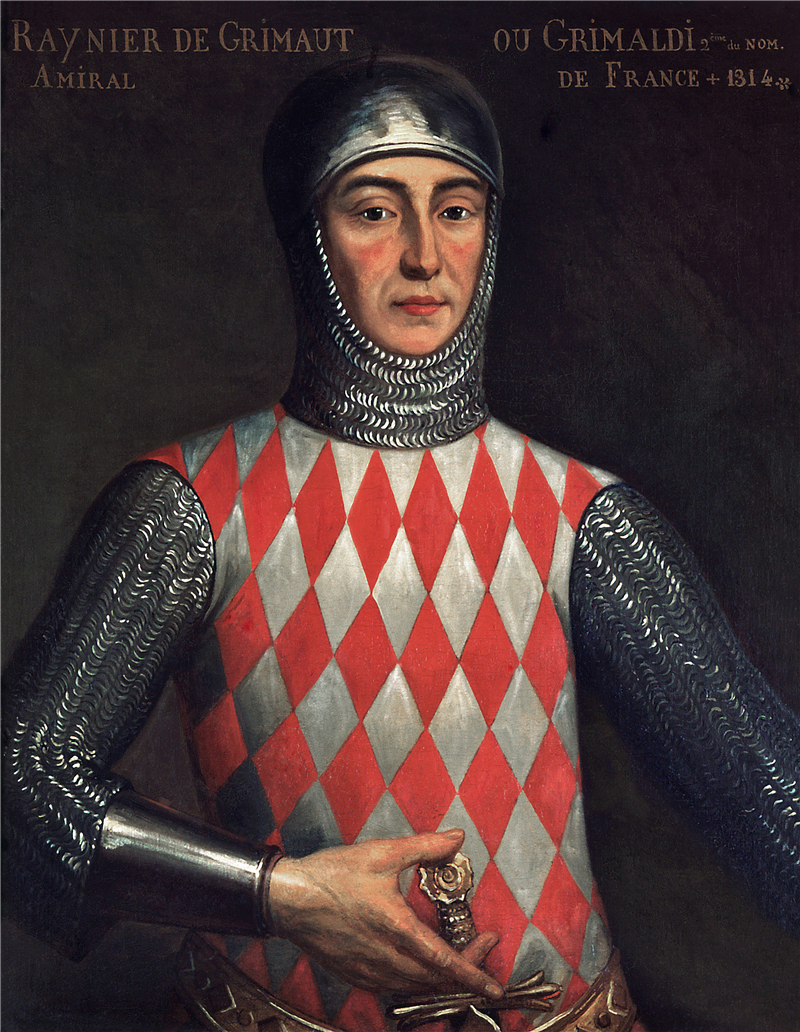
Raniero Grimaldi (1267–1314)

Die Familie der Grimaldi war im Hochmittelalter in die politisch-religiösen Kriege zwischen Guelfen und Ghibellinen verwickelt. Auf der Seite der Guelfen stehend, wurden die Grimaldi in einer Schlacht in Genua aus der Stadt vertrieben und zogen westwärts. Im Januar 1297 gelang ihnen durch einen Handstreich die Eroberung der neapolitanischen Festung Monaco. Francesco Grimaldi, Sohn des Antonio Grimaldi, der auch als Francesco Malizia (der Schlitzohrige, Spitzbube) bezeichnet wird, erbat am 8. Januar 1297 als Franziskaner verkleidet Einlass in die Festung, mit einem Kurzschwert unter der Kutte. Nachdem ihm dieser gewährt wurde, gelang es ihm, die Torwächter zu überwältigen, das Tor zu öffnen und mit seiner Familie die Festung zu übernehmen. Als Erinnerung an diesen Handstreich führt das monegassische Fürstenwappen bis heute als Schildhalter zwei Schwerter schwingende Franziskaner. Erster Herrscher der Grimaldi in Monaco wurde Francesco Malizias älterer Cousin Matteo Grimaldi, Sohn des Lanfranco Grimaldi.
Allerdings erwirkte Karl II. von Neapel in der Konvention von La Turbie am 29. Juli 1298 einen Nachrichten- und Lebensmittelboykott gegen die Grimaldi. Zunächst blieb dieser wirkungslos, aber nach einigem Hin und Her mussten die Guelfen die Festung am 11. April 1301 den Offizieren des Königs von Neapel aushändigen. Die Grimaldi wurden lediglich mit 5900 Pfund entschädigt.

### Wiedererhalt Monacos
Raniero Grimaldi zog in den Folgejahren als Condottiere für Philipp den Schönen in den Krieg. 1304 wurde Raniero von diesem für seine Verdienste als Flottenkommandeur im englisch-französischen Krieg zum Admiral Frankreichs (Renerius de Grimaudis, admirandus noster) erhoben. Als Admiral bekam er die Herrschaft (Seigneurie) von Cagnes, ein Schloss in Villeneuve de Veuve sowie die Baronie (Freiherrschaft) San Demetrio in Kalabrien geschenkt. Erst am 12. September 1331 erhielt Ranieros Sohn Carlo nach dem Rückzug der Ghibellinen die Festung Monaco vom französischen König wieder zugesprochen. In einer Urkunde von 1342 wird Karl erstmals als Charles, Seigneur von Monaco, Menton und Roquebrune bezeichnet. 1419 kauften die Grimaldis die Herrschaft über Monaco auch offiziell von der Krone von Aragonien und wurden damit zu unbestrittenen Herrschern des „Felsens von Monaco“. Sie führten den Titel Seigneur de Monaco. Zeitweise übten auch mehrere Brüder die Herrschaft als Co-Seigneurs aus.
In der Folge herrschte die Familie (mit der durch die napoleonische Herrschaft bedingten Unterbrechung von 1793 bis 1814) über Monaco, zu dem von 1355 bis 1848 auch Menton und Roquebrune gehörten. Honoré II. erklärte sich 1612 selbst zum Fürsten, was vom Hof von Madrid erst 1633 offiziell anerkannt wurde. Zugleich erhielt Monaco das Recht, eigene Münzen zu prägen, was bis heute geschieht. Zudem erhielt Honoré II. 1643 vom französischen König Ludwig XIII. für treue Dienste die Grafschaft Carladès im Südwesten der Auvergne zum Geschenk, deren Name noch heute in der vollständigen Titulatur der Fürsten von Monaco genannt wird, die jedoch de facto seit der Französischen Revolution wieder zu Frankreich gehört. Im Jahr 1731 starb die Hauptlinie der Familie aus. Die von Kaspar Grimaldi (Bruder von Lambert Grimaldi, Fürst von Monaco, † 1505) begründete Seitenlinie besteht, mehrfach über weibliche Linien weitervererbt, noch heute als regierendes Fürstenhaus von Monaco.

### Goyon-Grimaldi
Die Familie Goyon de Matignon (im Mannesstamm eingeheiratet) folgt in Namen und Herrschaft und begründet so die Familie der Goyon-Grimaldi. Die Goyon de Matignon bestiegen 1731 durch die Ehe zwischen Jacques de Goyon de Matignon und Louise-Hippolyte Grimaldi den Thron des Fürstentums Monaco.

### Polignac-Grimaldi (Grimaldi-Valentinois)

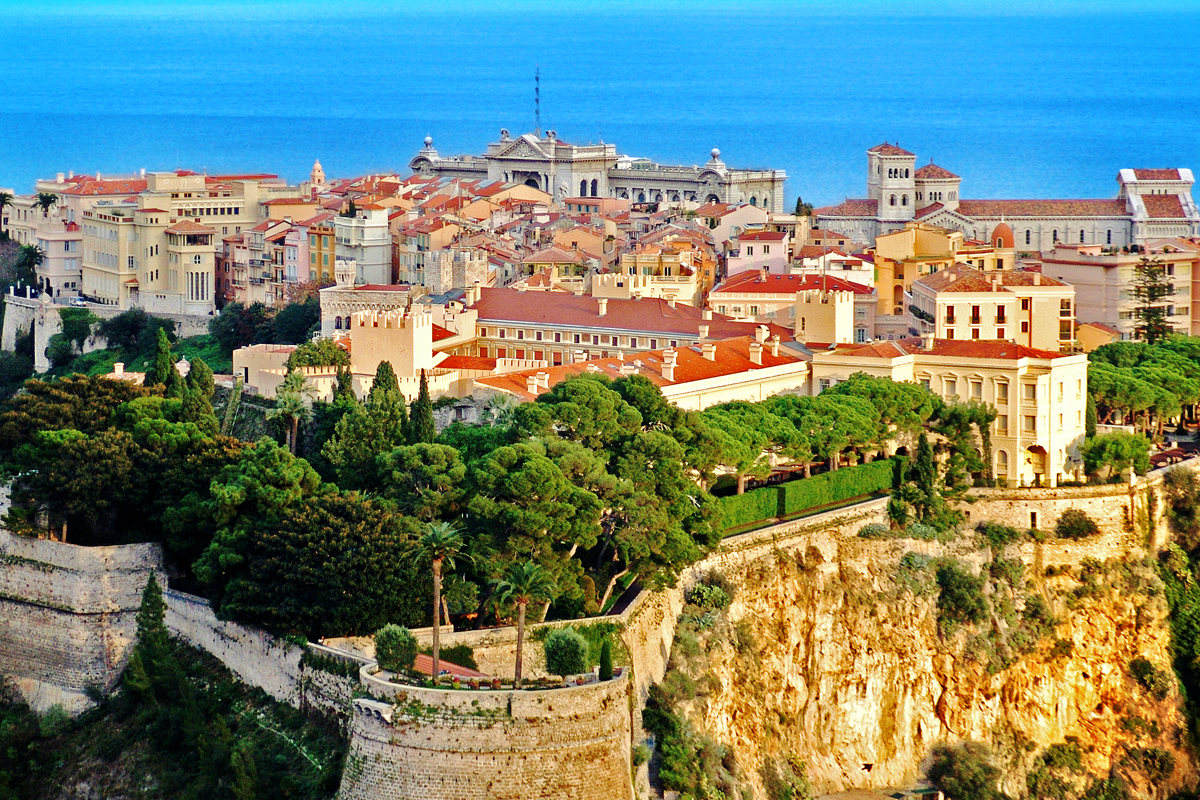
Festungsanlage des Fürstenpalasts von Monaco

Anfang des 20. Jahrhunderts hatte Erbprinz Louis II. von Monaco aus dem Hause Goyon-Grimaldi nur eine einzige, unehelich geborene Tochter von einer Mätresse, einer algerisch-französischen Variété-Tänzerin, weshalb der Thron an einen deutschen Verwandten zu fallen drohte. Er entschloss sich daher mit Genehmigung seines Vaters und in Abstimmung mit der französischen Regierung, diese Tochter Charlotte offiziell zu legitimieren. 1919 wurde sie zur Duchesse de Valentinois erhoben und 1920 mit dem Grafen Pierre de Polignac aus dem fürstlichen Hause de Chalençon de Polignac verheiratet, der ebenfalls den Titel Herzog von Valentinois, Prinz von Monaco erhielt. Um die Thronansprüche abzusichern, verzichtete Charlotte 1944 zugunsten ihres Sohnes Rainier III. auf die Thronfolge, der 1949 seinem Großvater nachfolgte. Die im Mannesstamm auf die Polignac zurückgehende Linie ist noch heute auf dem Thron.
Aktuell lebende Mitglieder der Grimaldi sind in der Thronfolge:
- Albert von Monaco, Fürst

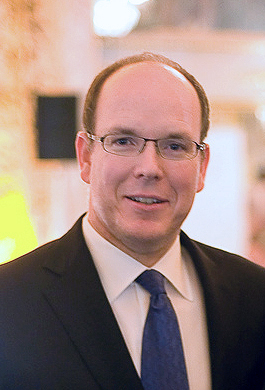
Fürst Albert von Monaco

1. Jacques von Monaco, Erbprinz von Monaco, Sohn des Fürsten
2. Gabriella von Monaco, Tochter des Fürsten
3. Caroline von Hannover, Schwester des Fürsten
4. Andrea Casiraghi, Neffe des Fürsten
5. Alexandre Casiraghi, genannt Sacha, Großneffe des Fürsten
6. Maximilian Casiraghi, Großneffe des Fürsten
7. India Casiraghi, Großnichte des Fürsten
8. Pierre Casiraghi, Neffe des Fürsten
9. Stefano Casiraghi, Großneffe des Fürsten
10. Francesco Casiraghi, Großneffe des Fürsten
11. Charlotte Casiraghi, Nichte des Fürsten
12. Balthazar Rassam, Großneffe des Fürsten
13. Alexandra von Hannover, Nichte des Fürsten
14. Stéphanie von Monaco, Schwester des Fürsten
15. Louis Ducruet, Neffe des Fürsten
16. Victoire Ducruet, Großnichte des Fürsten
17. Constance Ducruet, Großnichte des Fürsten
18. Pauline Ducruet, Nichte des Fürsten

Der vollständige Titel des jeweils regierenden Fürsten von Monaco lautet: Par la Grâce de Dieu Prince de Monaco, Duc de Valentinois, Marquis des Baux, Comte de Carladès, Baron du Buis, Seigneur de Saint-Rémy, Sire de Matignon, Comte de Torigni, Baron de Saint-Lô, de la Luthumière et de Hambye, Duc d’Estouteville, de Mazarin et de Mayenne, Prince de Château-Porcien, Comte de Ferrette, de Belfort, de Thann et de Rosemont, Baron d’Altkirch, Seigneur d’Isenheim, Marquis de Chilly, Comte de Longjumeau, Baron de Massy, Marquis de Guiscard.
Die offizielle Anrede des Fürsten lautet Son Altesse Sérénissime, abgekürzt S.A.S. le Prince (deutsch: Seine Durchlaucht (S.D.) der Fürst). Die persönliche Anrede lautet Monseigneur, was wie das italienische Monsignore „mein Herr“ bedeutet.

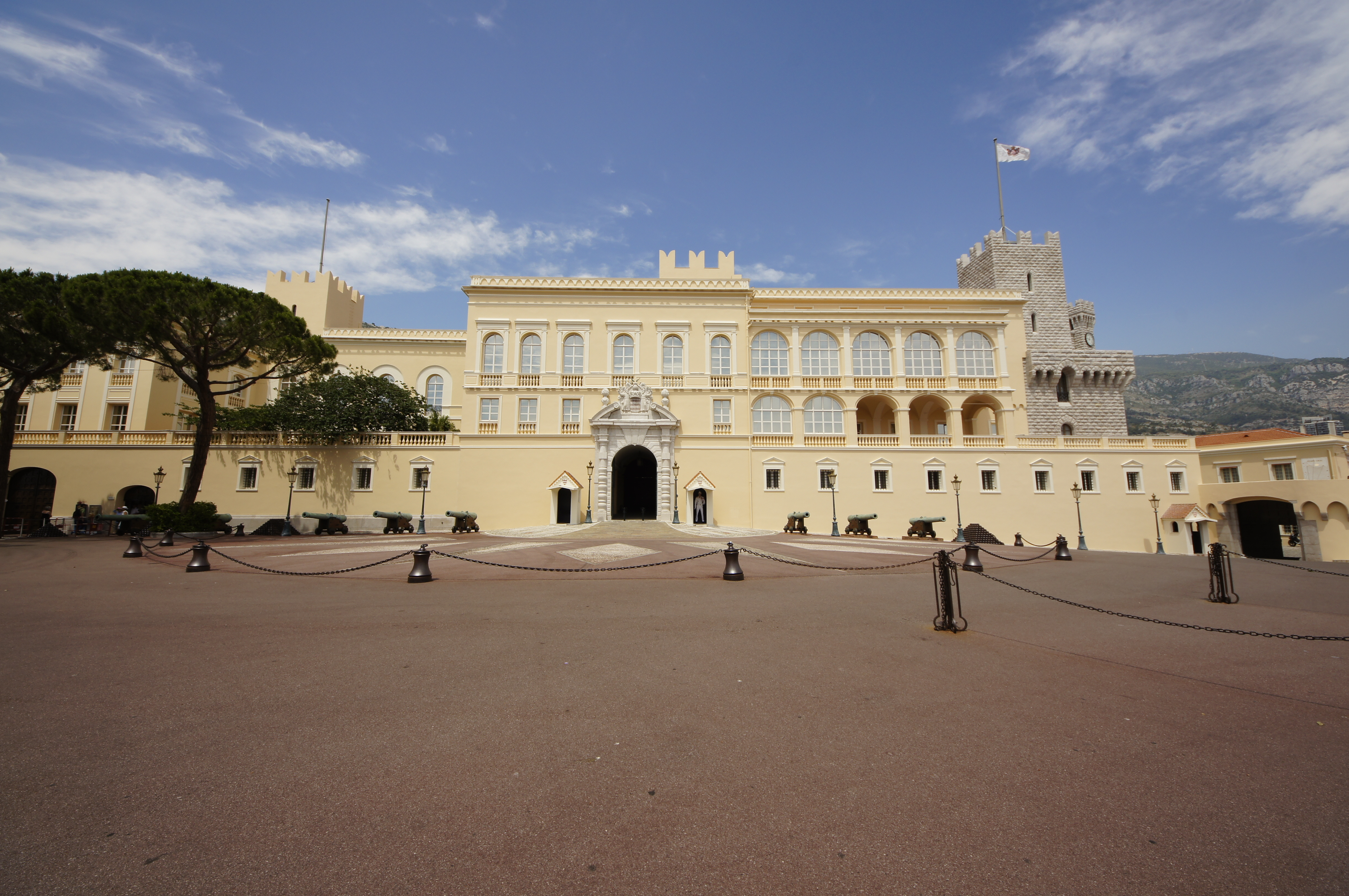
Fürstenpalast in Monaco
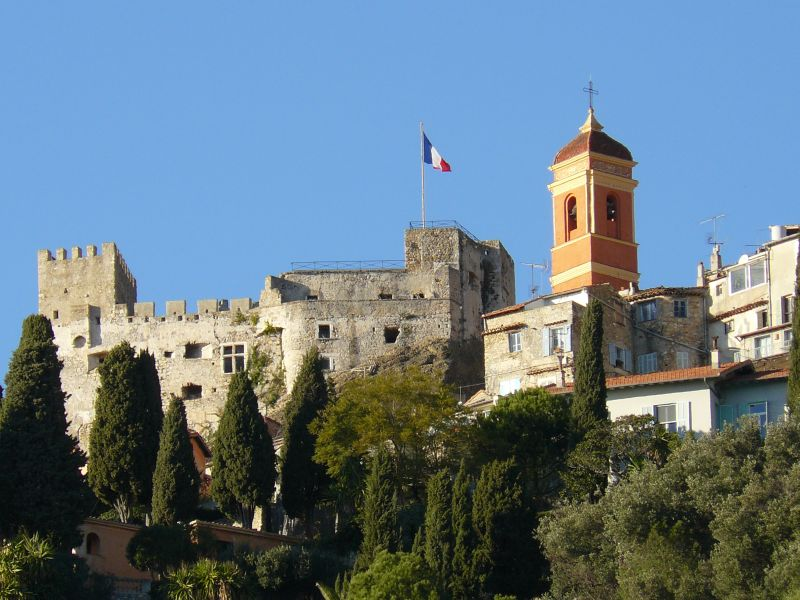
Burg Roquebrune
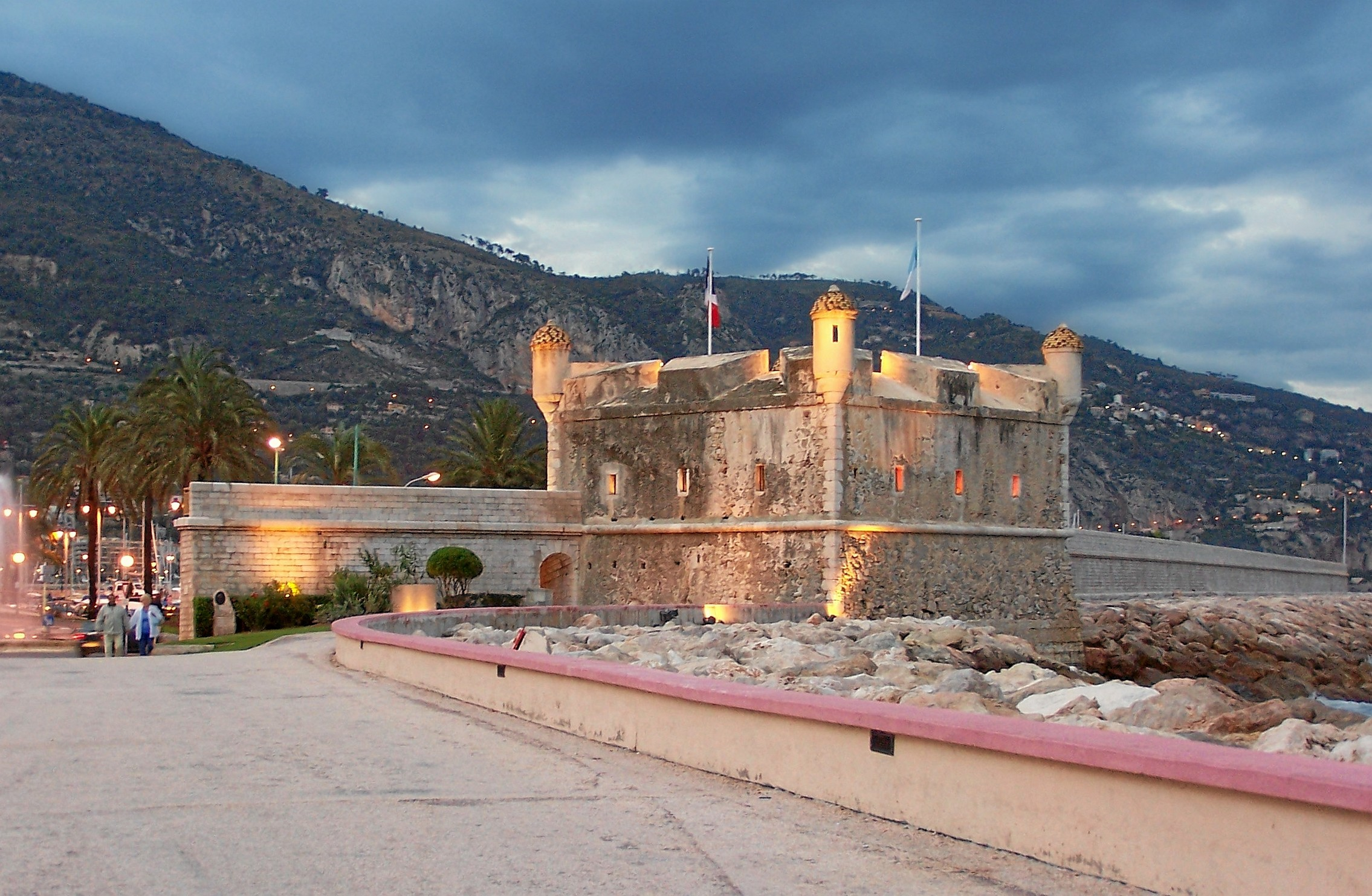
Die Zitadelle von Menton
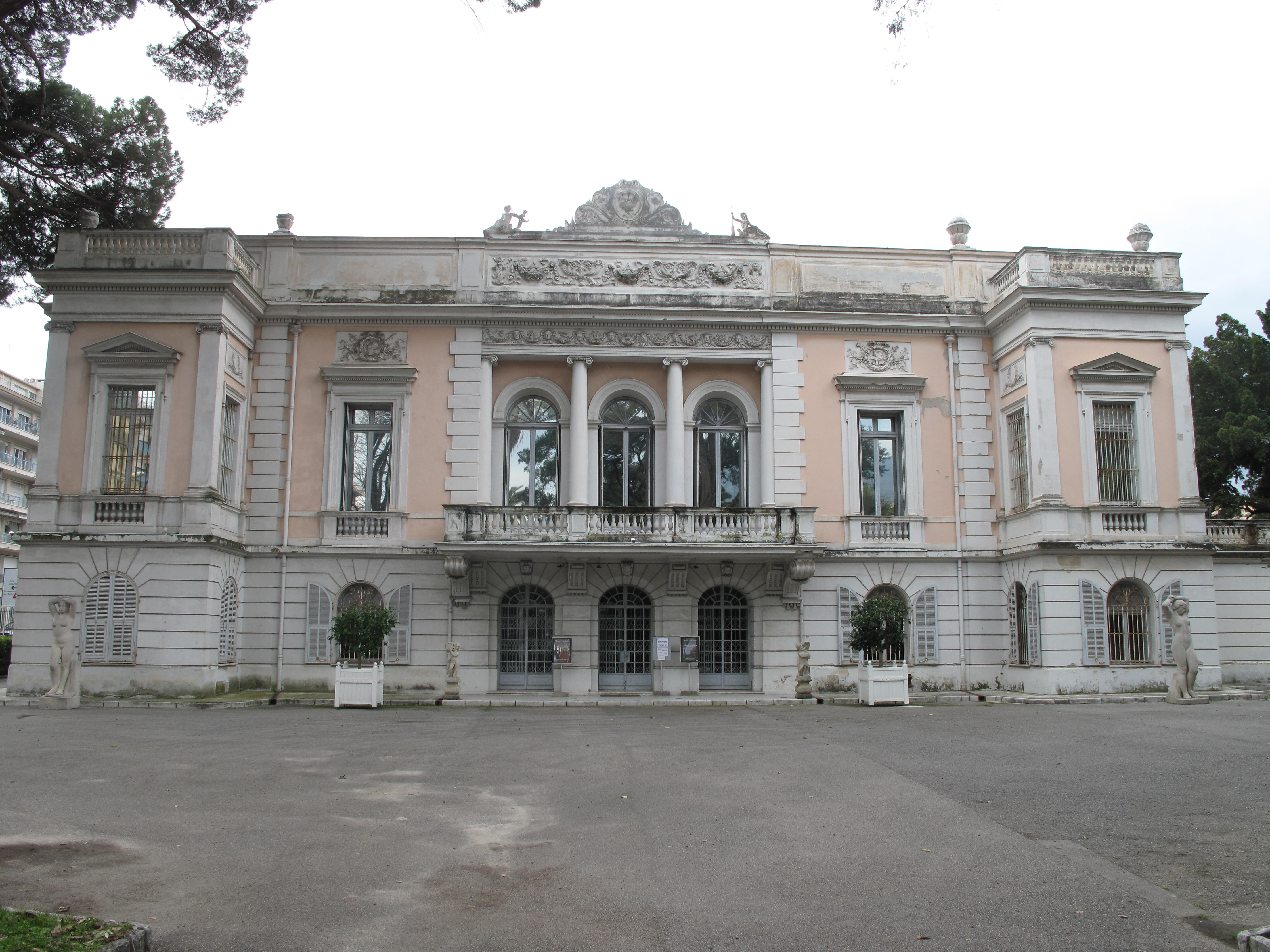
Palais Carnolès in Menton

### Andere Grimaldi-Linien
Neben der in Monaco gab es in der Provence weitere Linien:
- Grimaldi de Bueil: Der Stammvater Andaron Grimaldi, Patrizier von Genua, heiratete um 1314 Astruga Rostagni, Erbin der Herrschaft Bueil; 1388 Barone, um 1580 Grafen de Bueil, 1621 erloschen;
- Grimaldi de Nizza: führende Vertreter der Guelfenpartei, die seit dem 13. Jahrhundert aus Genua exiliert waren und

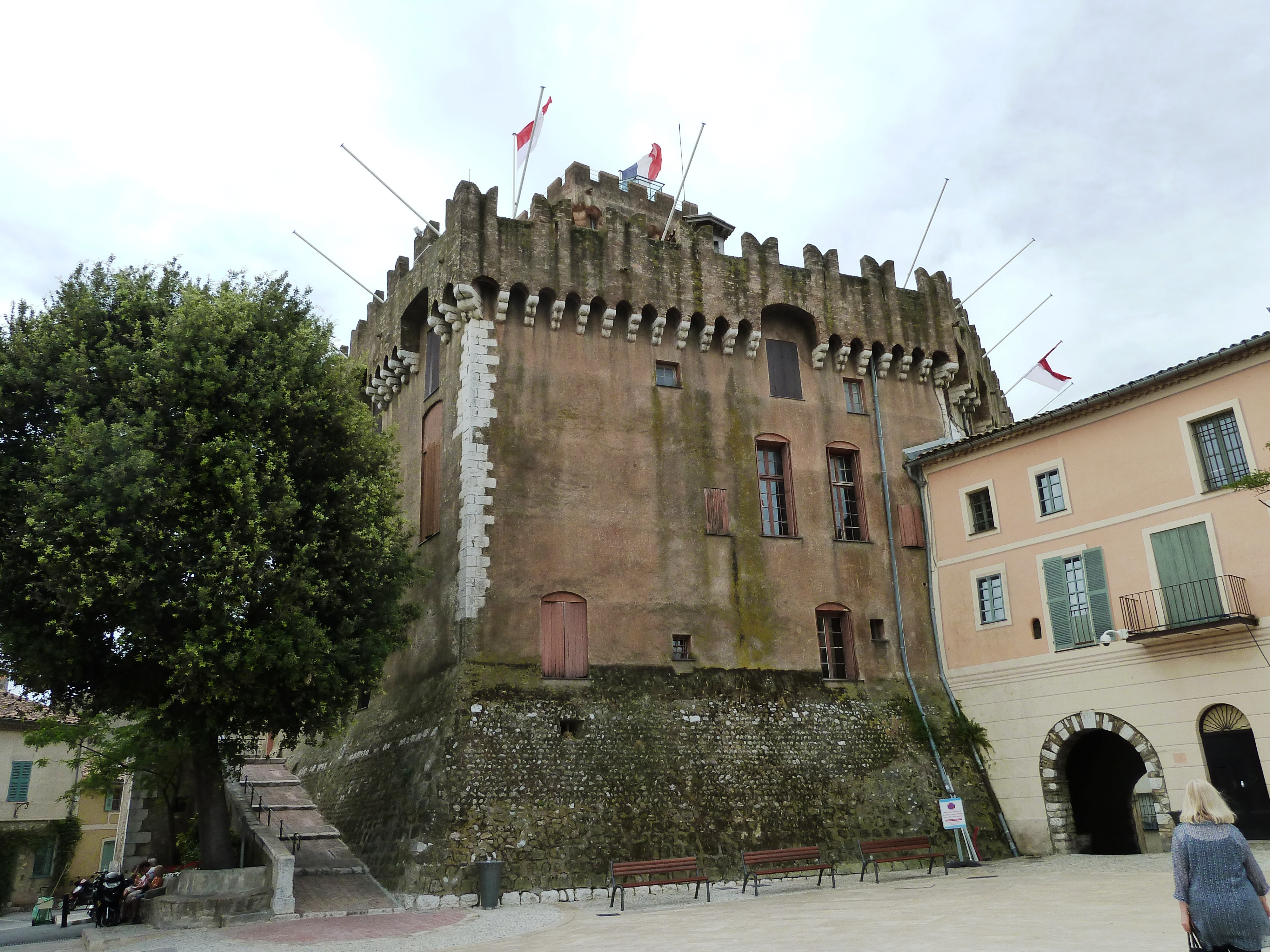
Schloss Grimaldi in Cagnes-sur-Mer

- Schloss Grimaldi in Cagnes-sur-MerGrimaldi d’Antibes: Stammvater: Antonio Grimaldi († 1358), Genueser Flottenadmiral; seine Söhne Luc und Marc erlangten 1371 die Herrschaft in Cagnes-sur-Mer, 1382 in Menton und 1384 in Antibes. Von 1385 bis 1608 ansässig auf der Burg Antibes. Lambert erlangte durch Heirat mit seiner Cousine Claudine Grimaldi de Monaco 1465 die Herrschaft in Monaco. 1608 verkauften die Grimaldi d’Antibes die Stadt Antibes an Heinrich IV. und zogen auf das benachbarte Schloss Grimaldi in Cagnes-sur-Mer, wo sie als Marquis de Cagnes et d’Antibes bis zur Französischen Revolution ansässig blieben; im 20. Jahrhundert im Hauptstamm erloschen;
- Die Grimaldi de Puget sind eine Seitenlinie der Grimaldi d’Antibes, die im 16. Jahrhundert in Busca, Piemont, ansässig wurde und dem dort herrschenden Haus Savoyen während vieler Generationen hohe Offiziere stellte; 1704 erhielten sie von den Savoyern die Grafschaft Puget. Während des Risorgimento ging Eustache Grimaldi, Comte de Puget, ins Exil nach Belgien; die Linie blüht bis heute in Belgien und Frankreich.

Ferner gab es zahlreiche Linien in Italien:

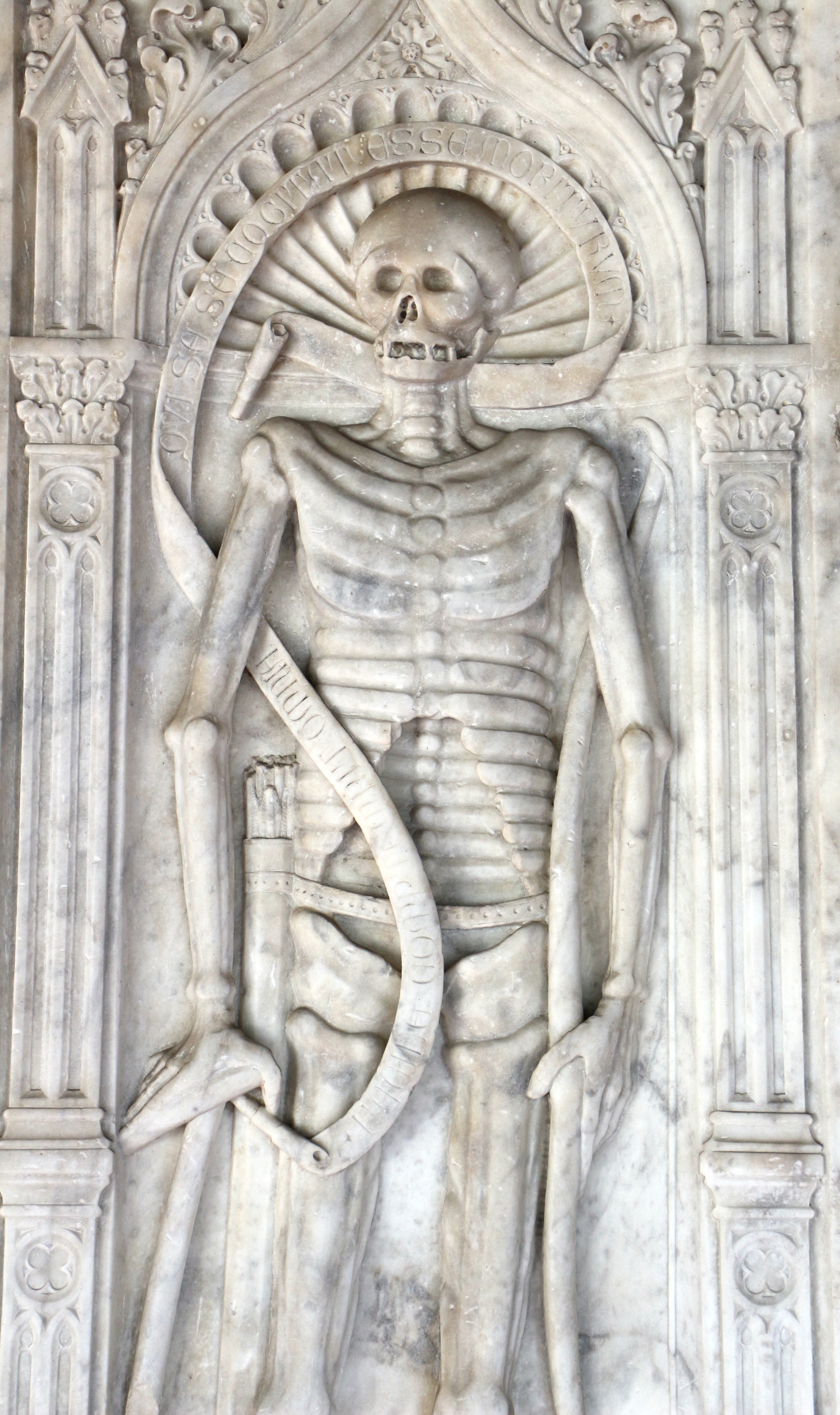
Grimaldi-Grabstein um 1450 in Genua, Chiesa di Santa Maria di Castello

- In Genua, ihrer Stammheimat, erloschen die Grimaldi 1824 mit Marchese Giuseppe Grimaldi. Sie errichteten oder erwarben dort zahlreiche Paläste in der Altstadt und stellten in der Neuzeit die Dogen Cristoforo Rosso Grimaldi (regierend 1535–1537), Giacomo Durazzo Grimaldi (1573–1575), Antonio Cebà Grimaldi (1593–1595), Lazzaro Cebà Grimaldi (1597–1599), Luca (De Castro) Grimaldi (1605–1607), Alessandro Grimaldi (1671–1673), Antonio Cebà Grimaldi (1703–1705), Luca Grimaldi (1728–1730), Giovanni Battista Grimaldi (1752–1754), Giovanni Giacomo Grimaldi (1756–1758) und Pier Franco Grimaldi (1773–1775). Auch der päpstliche Legat Kardinal Girolamo Grimaldi (1674–1733) entstammte einem Genueser Zweig. Im Dominikanerkonvent Chiesa di Santa Maria di Castello befindet sich eine Grimaldi-Kapelle, deren Reliefs von Giambologna sich heute im Victoria and Albert Museum, London, befinden.

- Im Piemont hatten die Grimaldi di Belforte von 1539 bis 1652 als Nachfolger der Spinola das Reichslehen Belforte Monferrato inne, das dann an die Cattaneo della Volta fiel und schließlich ans Herzogtum Savoyen. Ferner gehörten ihnen von 1570 bis ins 19. Jahrhundert Ort und Burg Rocca Grimalda.

- Ferner gab es Zweige in Carignano, Bologna, Korsika, Latium. Der Genueser Bankier Nicola Grimaldi (1524–1593) stieg im Königreich Neapel zum Fürsten von Salerno auf.

- In Kalabrien (Messimeri), siedelten sich im 14. Jahrhundert Nachfahren von Bertone, Bruder des Ranieri, an und bildeten Zweige in Seminara, Crotone und Catanzaro; aus Letzterem stammte Bernardino Grimaldi (1839–1897), der 1884–93 mehrfach als Wirtschafts- und Finanzminister Italiens amtierte. In Sizilien stieg eine Linie zu Fürsten von Xirumi (bei Lentini), Baronen von Calamezzana auf (im 20. Jahrhundert erloschen).

- In Spanien wurde Pablo Gerónimo Marchese Grimaldi (1710–1789), Staatssekretär und Botschafter in Wien, 1772 von König Karl III. zum Herzog von Grimaldi erhoben; der Titel wird durch weibliche Erbfolge heute von der Familie Márquez, Marqueses de Montefuerte, Duques de Grimaldi geführt.

### Palazzi der Grimaldi in Genua

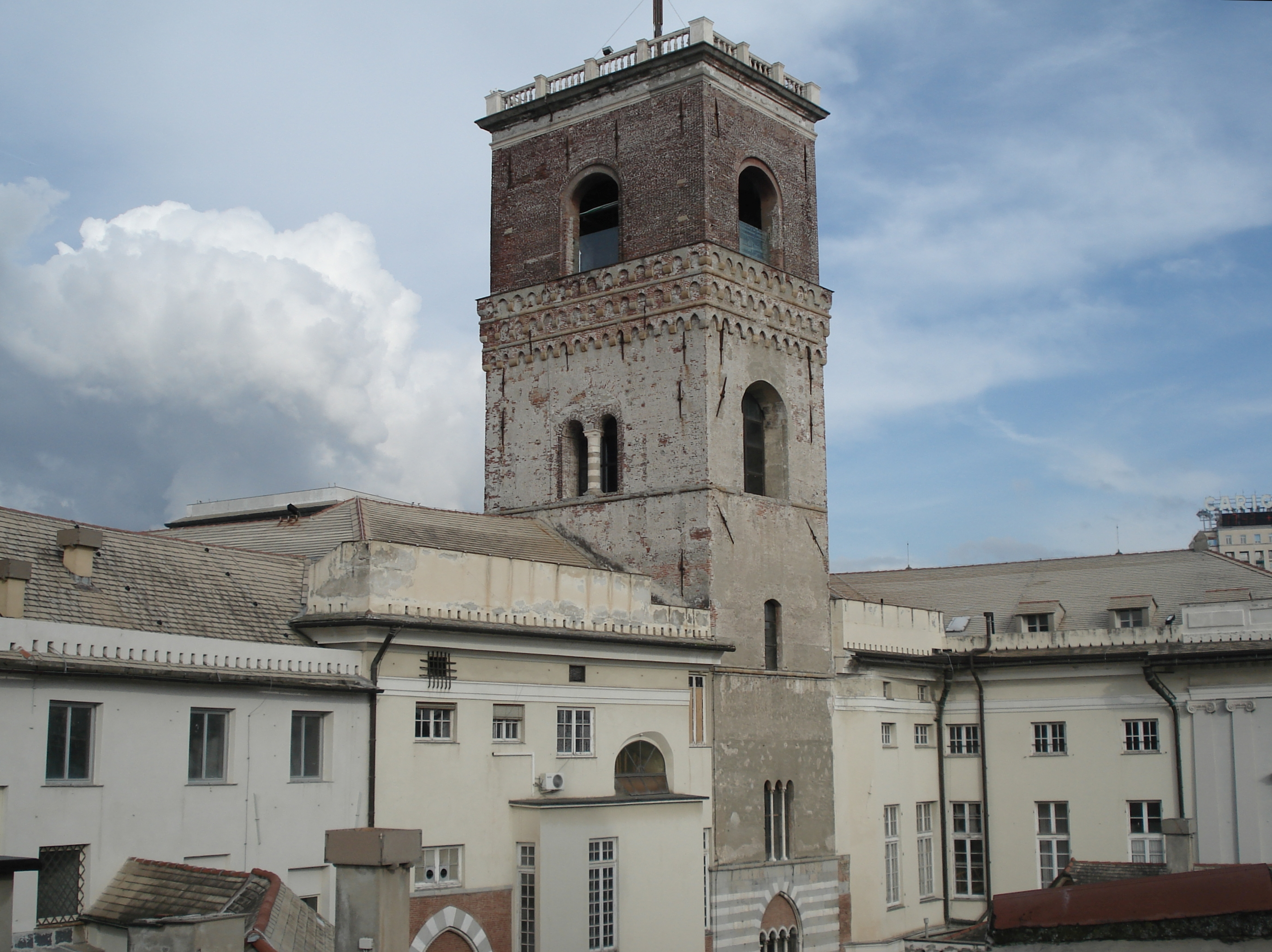
Grimaldi-Turm des Dogenpalasts von Genua
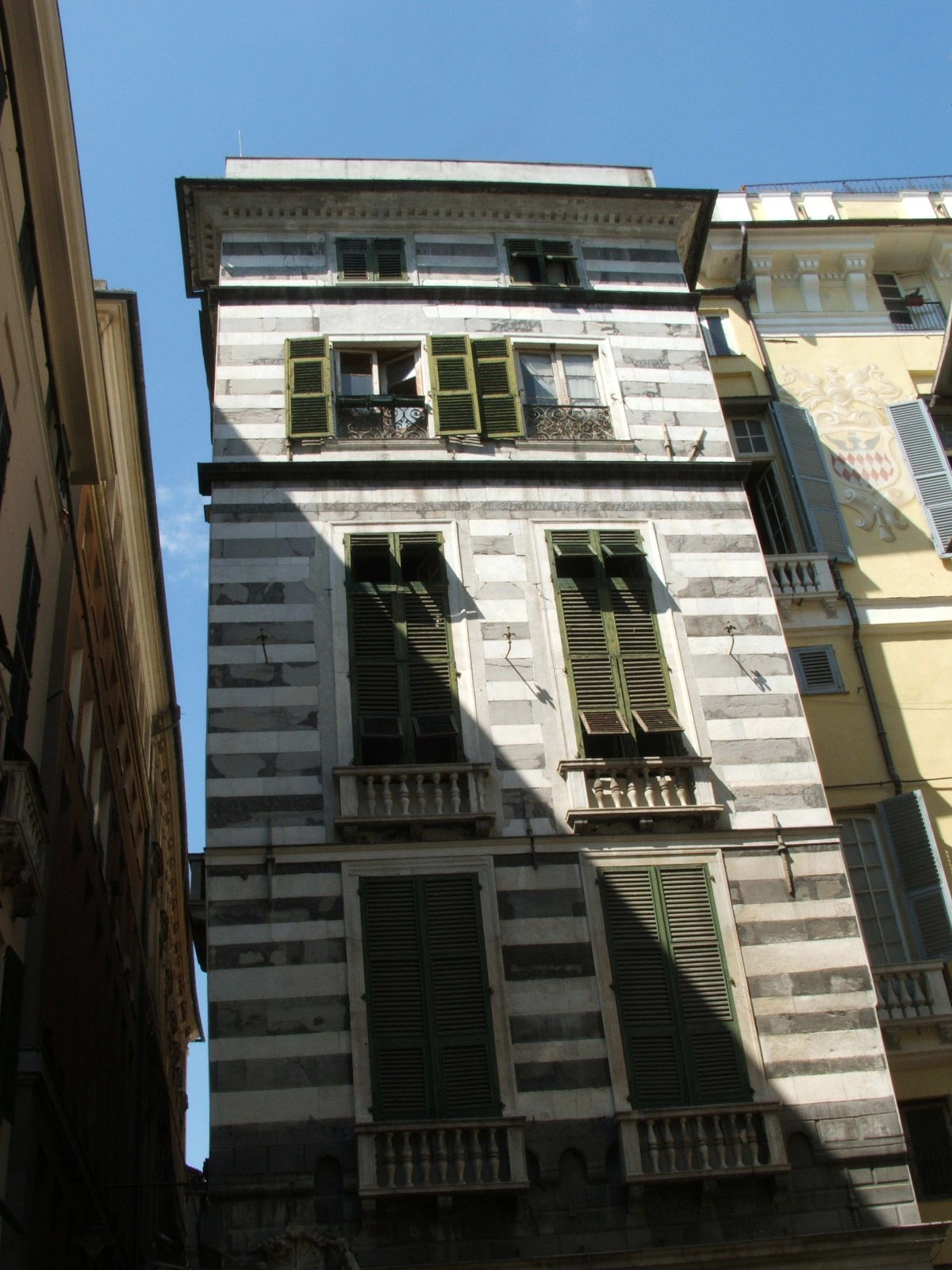
Palazzo Nicola Grimaldi, Genua (Geschlechterturm des Rabella Grimaldi von 1320)
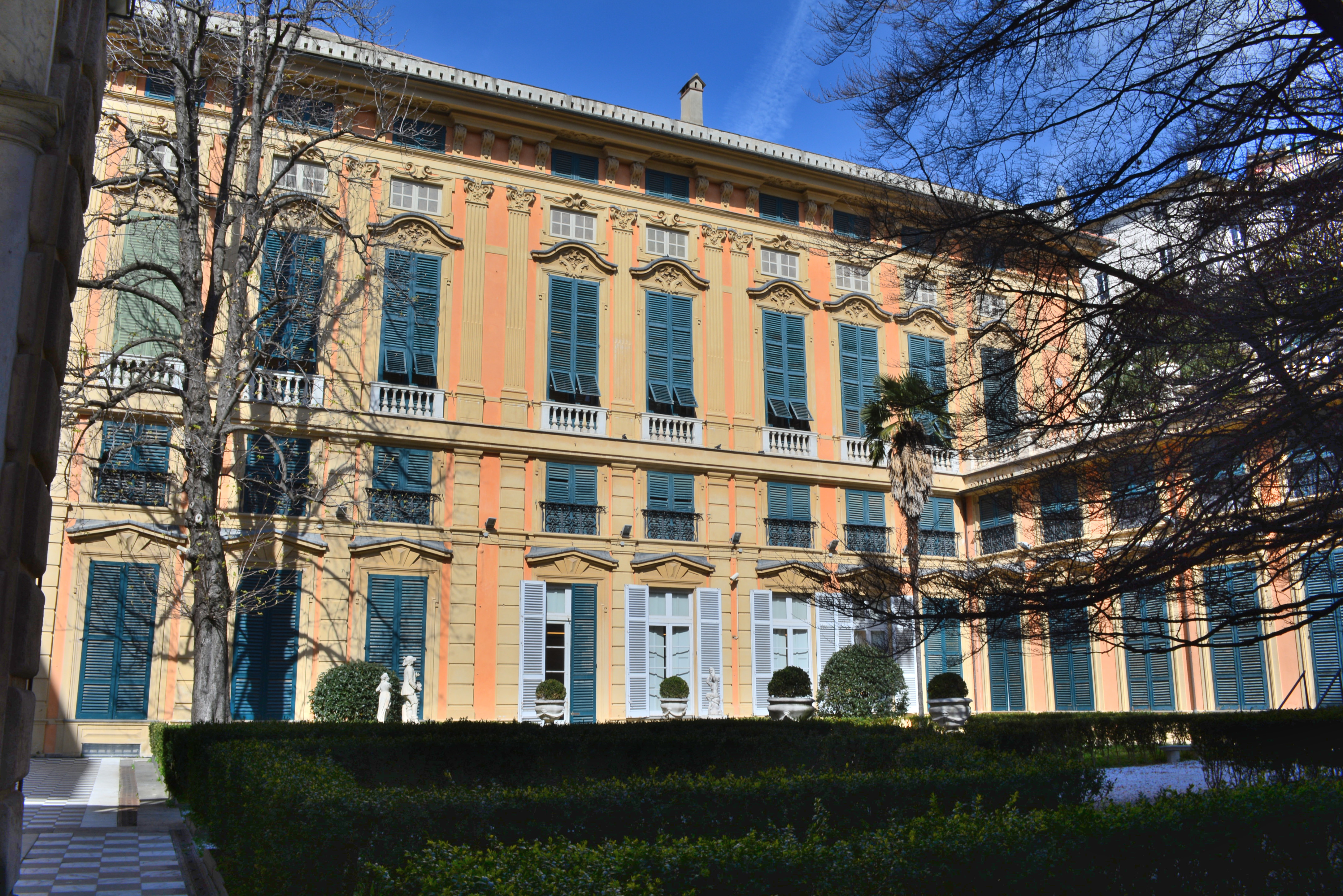
Palazzo Luca Grimaldi, Genua (1530–1658 im Besitz)
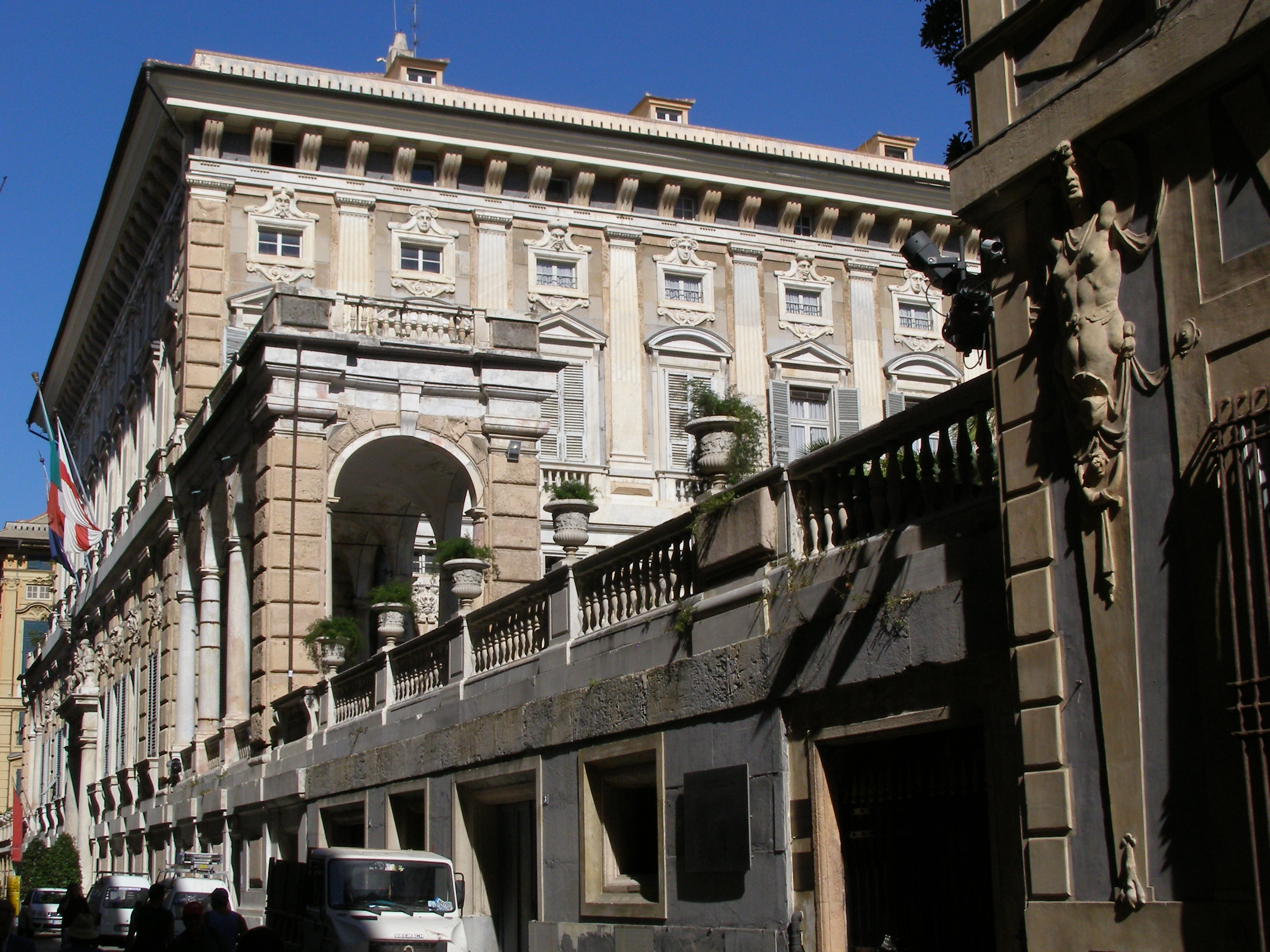
Palazzo Niccolò Grimaldi (erbaut 1565), später Doria Tursi, Genua

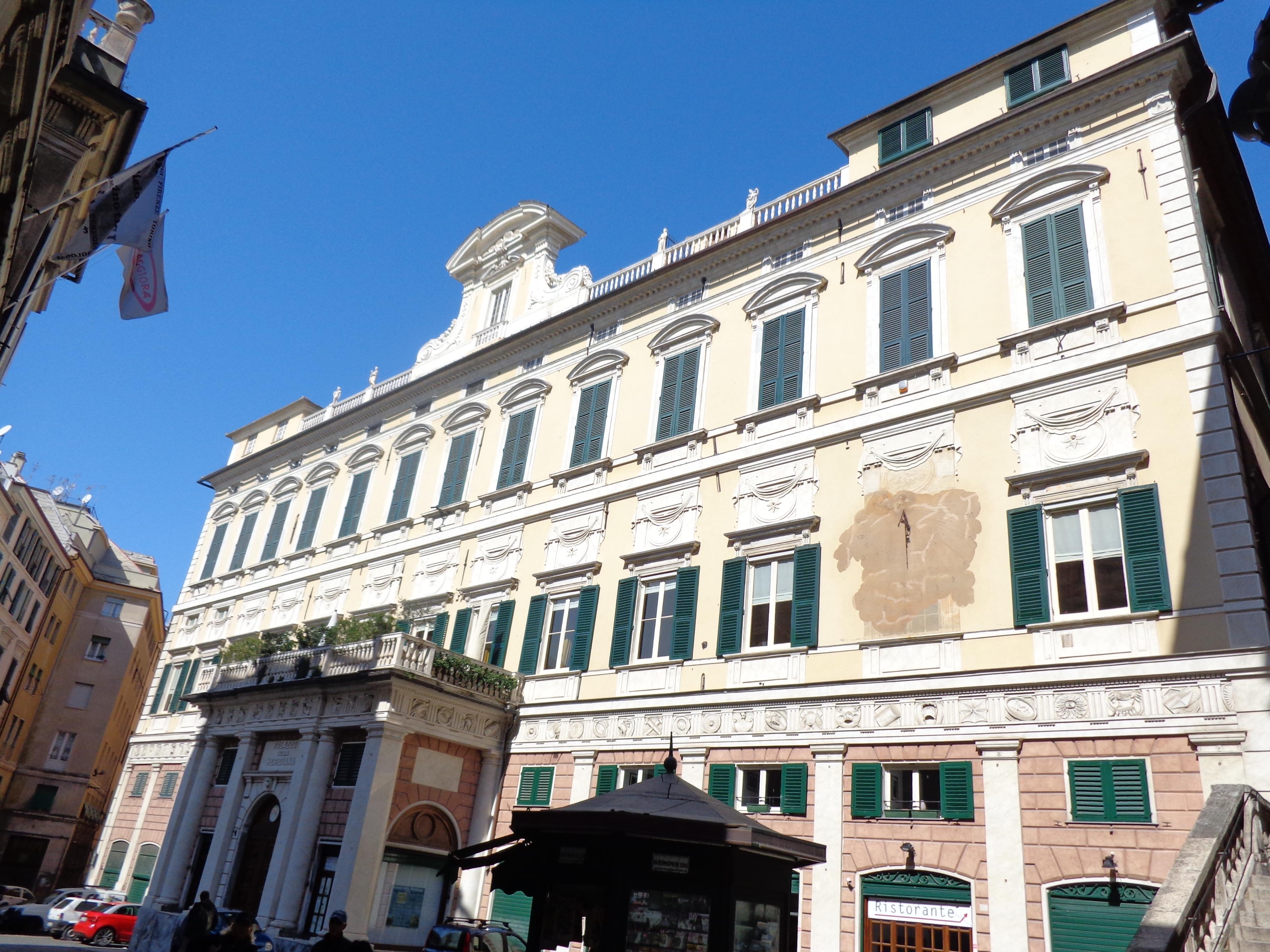
Palazzo Gerolamo Grimaldi, Genua
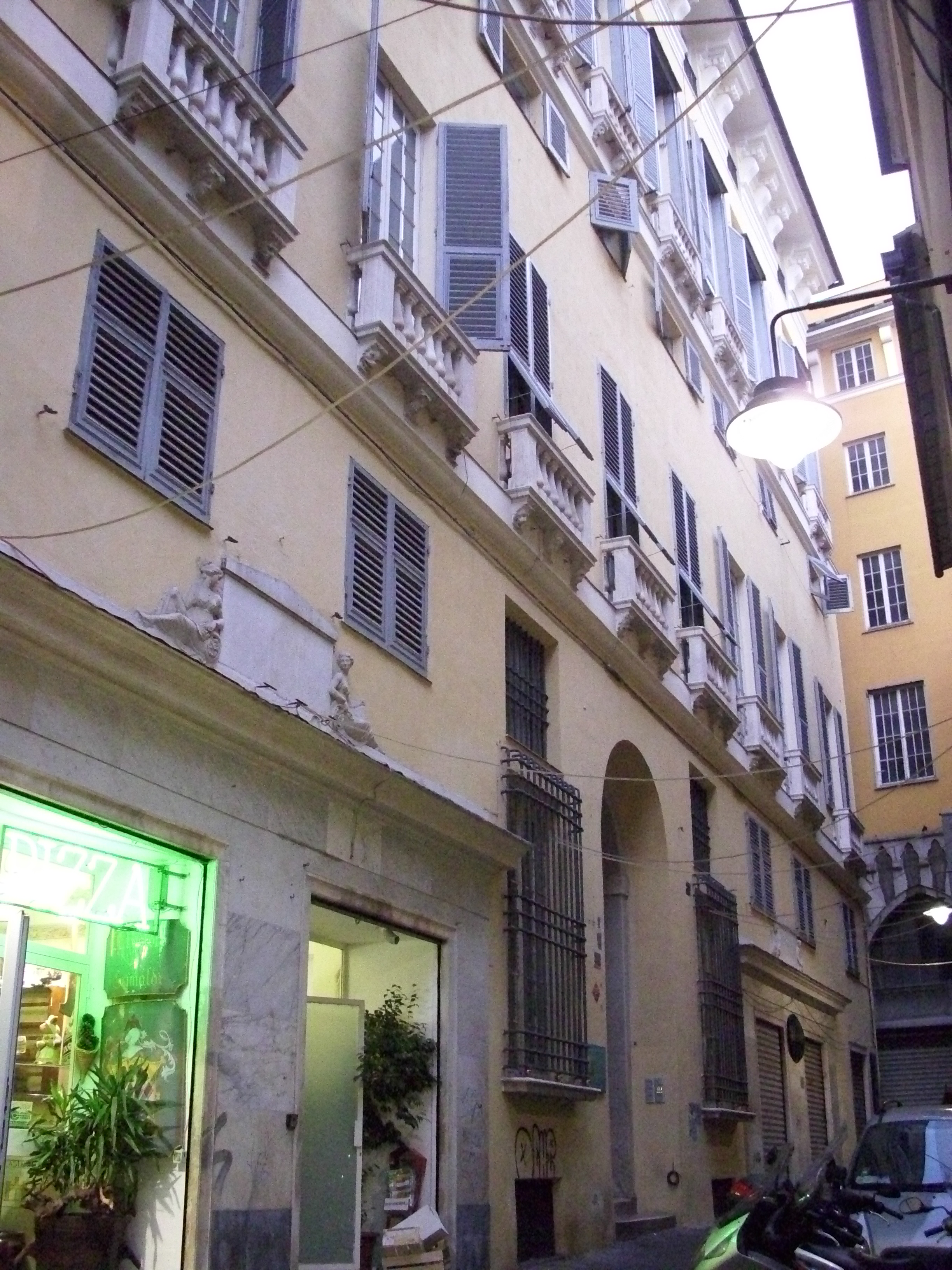
Palazzo Gio Battista Grimaldi, Genua
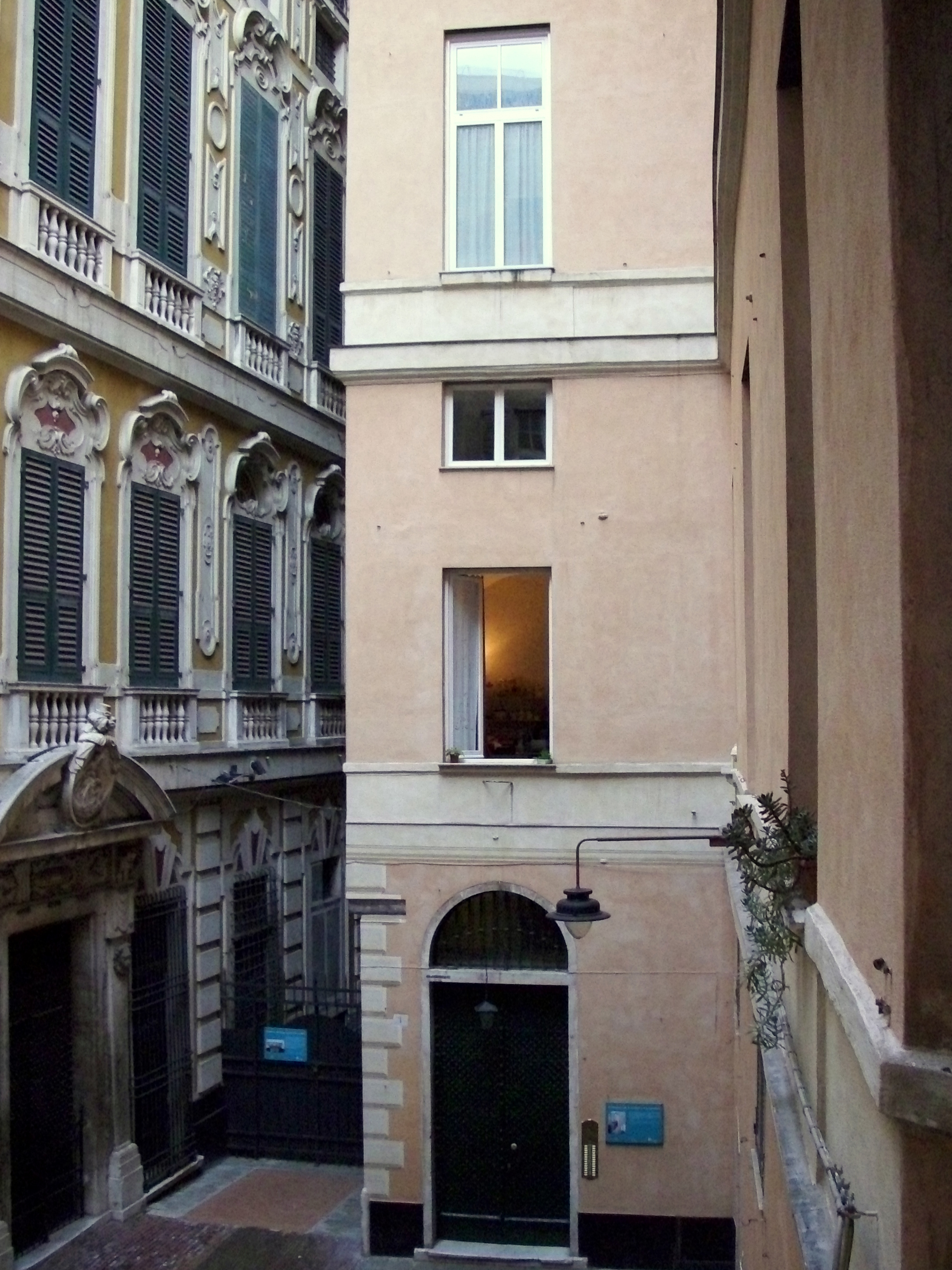
Palazzo Lazzaro Grimaldi, Genua
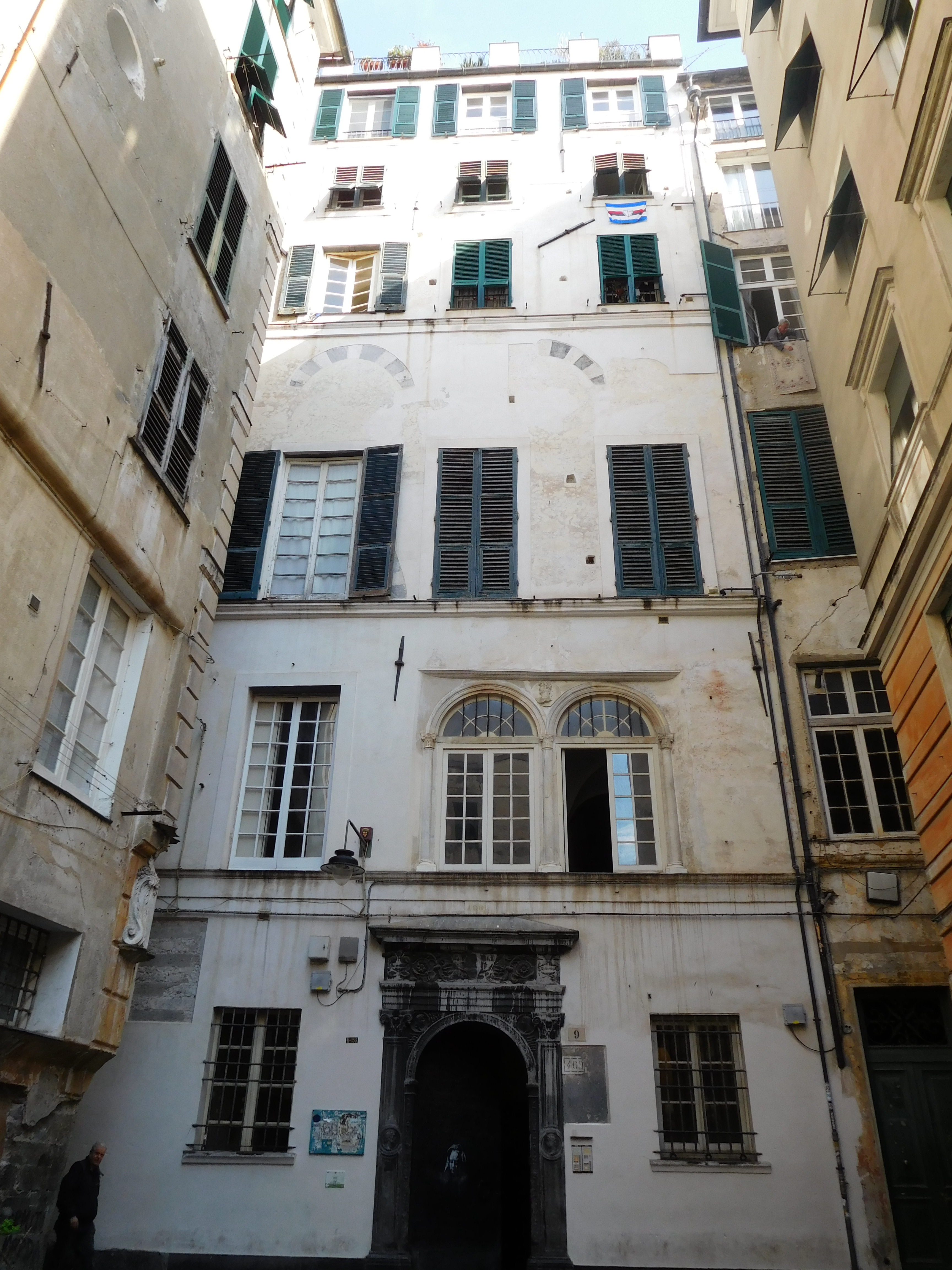
Palazzo Di Negro-Grimaldi, Genua
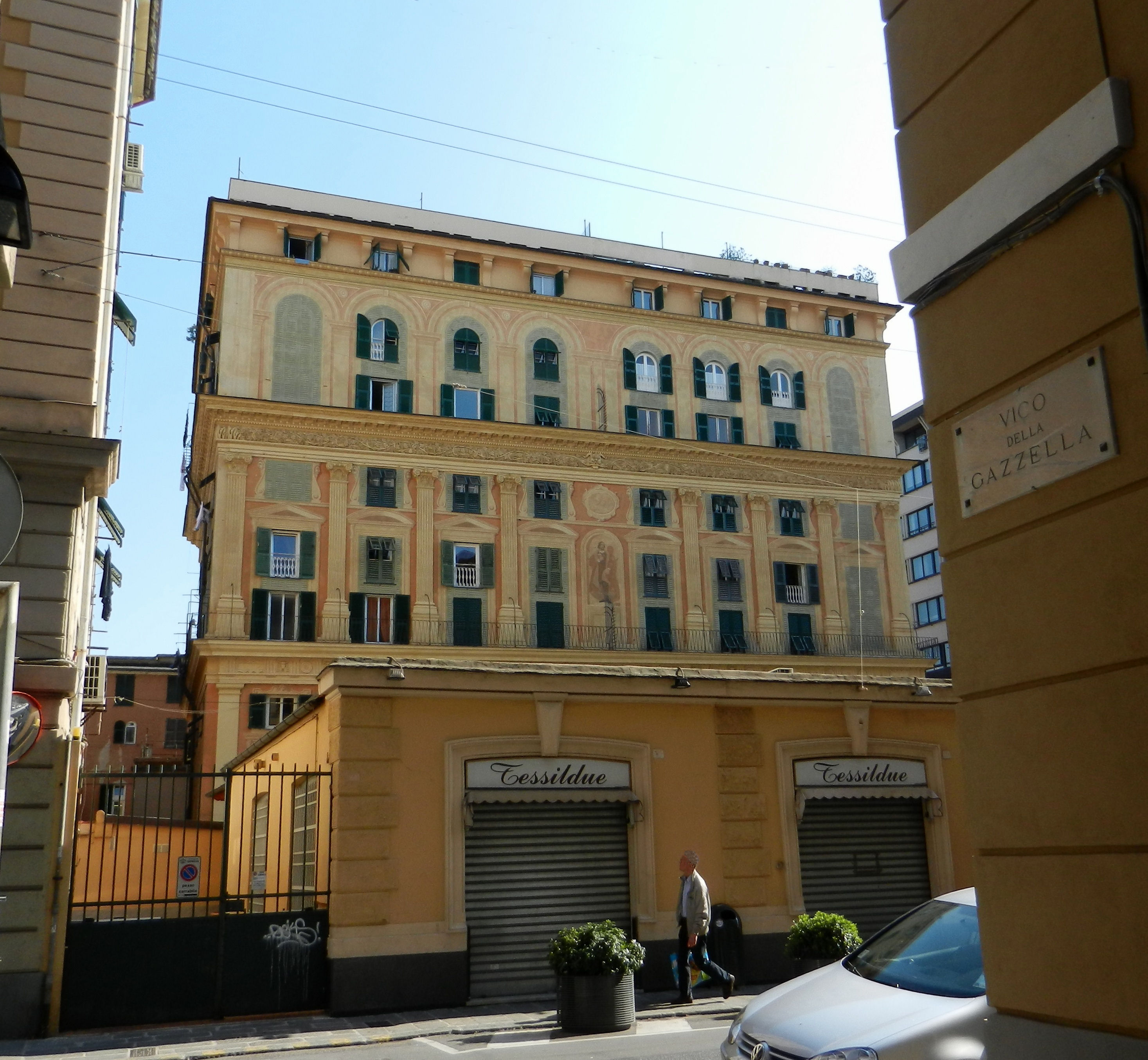
Palazzo Grimaldi Sauli, Genua
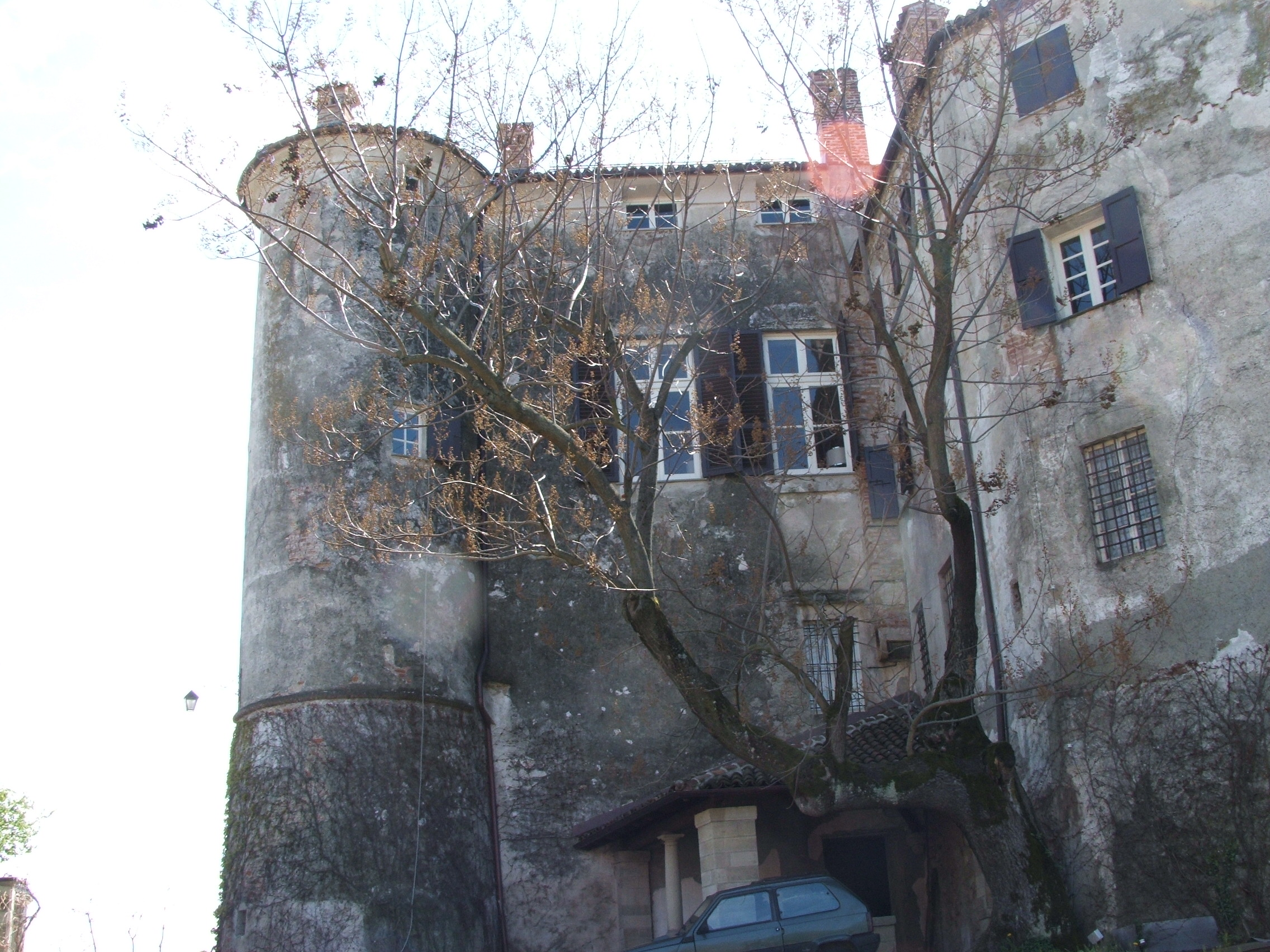
Burg in Rocca Grimalda, Piemont

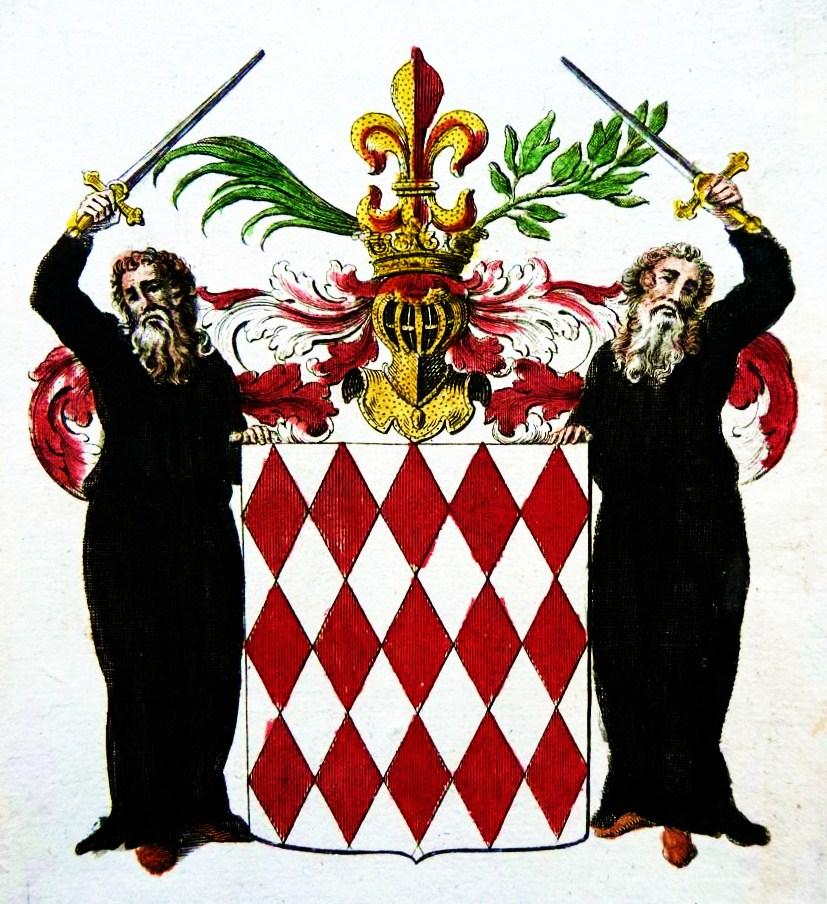
Wappen der Grimaldi (Darstellung 1747), mit zwei schwertbewehrten Franziskanern als Schildhalter

Reitersiegel mit kleinem Wappen Monacos als Reiterschild: 50-Cent-Münze 2002